# Ariadna Efron
Ariadna Efron   (Moscou, 5 de setembre de 1912 (Julià) - Tarussa, 26 de juliol de 1975), nom complet amb patronímic Ariadna Serguéievna Efron, rus: Ариа́дна Серге́евна Эфро́н, fou una traductora russa i soviètica de prosa i poesia, memorialista, artista, crítica d'art i poetessa (els seus poemes originals, excepte els escrits en la infància, no es van imprimir durant la seva vida); era filla de Serguei Efron i Marina Tsvetàieva.

## Biografia

### Primers anys
Els pares i parents d'Efron l'anomenaven Ariadna Àlia; la seva mare Tsvetàieva li va dedicar un gran nombre de poemes (inclòs el cicle "Poemes a la seva filla"). la mateixa Àlia va escriure poesia des de la primera infància (la seva mare va publicar 20 poemes com a part de la seva col·lecció Psikhé) i diaris. El 1922 va marxar a l'estranger amb la seva mare.

### Emigració
Del 1922 al 1925, Efron va viure a Txecoslovàquia i del 1925 al 1937 a França, des d'on el 18 de març de 1937 va ser la primera de la seva família a tornar a l'URSS.
A París es va graduar a l'Escola d'Arts Aplicades Duperré, on va estudiar disseny de llibres, gravat, litografia i a l'École du Louvre on es va especialitzar en història de l'art.
Va treballar a les revistes franceses Russie d'Aujourd'hui ('Rússia d'avui'), France-URSS ('França-URSS'), Pour-Vous ('Per a vós'), així com a la revista prosoviètica Naix Soiuz, rus: Наш Союз ("La nostra Unió"), que era publicada per la Unió de retornats a la Pàtria, rus: Союз возвращенцев на Родину. Va escriure articles i assajos i va produir traduccions, il·lustracions). Les seves traduccions al francès incloïen obres de Maiakovski i altres poetes soviètics.
La Unió de retornats a la Pàtria era, de fet, una organització tapadora de l'NKVD, però Efron va acceptar-ho i va proporcionar informació a l'NKVD sobre russos exiliats i aquells que volien tornar a l'URSS.

### Després del retorn a l'URSS
Després de tornar a l'URSS, va treballar a la redacció de la revista soviètica Revue de Moscou (publicada en francès). Va escriure articles, assajos, reportatges, va fer il·lustracions i va produir traduccions.

### Als camps de presoners i a l'exili
El 27 d'agost de 1939 va ser arrestada per l'NKVD i condemnada segons l'article 58-6 (espionatge) pel consell especial a 8 anys en camps de treballs forçats; sota tortura, es va veure obligada a declarar contra el seu pare. Només després es va assabentar de la mort dels seus pares el 1941 (la seva mare es va suïcidar a l'evacuació a Ielàbuga i el seu pare va ser afusellat).
A la primavera de 1943, Ariadna Efron es va negar a cooperar amb el departament operatiu del camp (per convertir-se en un "talp"), i va ser traslladada a una explotació forestal al camp penal de Sevjeldorlag. Una actriu del teatre del campament, Tamara Slanskaia, va aconseguir demanar un sobre a algú per poder escriure al seu marit, Gurévitx: "Si vols salvar l'Àlia, intenta rescatar-la del nord". Segons Slanskaia, "ben aviat va aconseguir que la traslladessin a Mordòvia, a Potma".
Després del seu alliberament el 1948, va treballar com a professora de gràfics a l'Escola d'Art de Riazan.Després de llargs anys d'aïllament, sentia una gran necessitat de comunicar-se amb els amics, i la seva vida es va veure il·luminada per la correspondència amb amics, inclòs Borís Pasternak, que li va enviar els seus nous poemes i capítols de la seva propera novel·la Doctor Jivago. Va quedar tan impressionada pel llibre que va escriure a Pasternak:
| « | 10/14/48 ... Tinc un somni que, a causa de les meves circumstàncies, no es complirà aviat; voldria il·lustrar el llibre, una mica diferent de la manera habitual, no com s'acostumen a il·lustrar els llibres, és a dir, coberta, portada, etc. no, voldria fer uns dibuixos amb un bolígraf, però per fer uns quants dibuixos amb un bolígraf, intentar adjuntar fàcilment les imatges al paper a mesura que apareixen, capturar-les, ja saps... | » |

Va ser arrestada de nou el 22 de febrer de 1949 i condemnada, com a condemnada anteriorment, a l'exili vitalici al raion de Turukhansk, al krai de Krasnoiarsk. Gràcies a la seva formació a França, va poder treballar a Turukhansk com a artista dissenyadora al centre cultural local del districte. Va produir una sèrie d'esbossos en aquarel·la sobre la vida a l'exili, alguns dels quals només es van publicar el 1989.
El 1955 va ser rehabilitada per manca de corpus delicti. Va tornar a Moscou. Fou membre de la Unió d'Escriptors Soviètics des del 1962. Als anys seixanta i setanta, va viure en un dels edificis de la cooperativa d'habitatges "escriptor soviètic" (carrer Krasnoarmeiskaia, 23).

### Mort
Des de la seva joventut, Efron tenia una malaltia cardíaca; va patir diversos atacs cardíacs.
Va morir a un hospital de Tarussa a causa d'un infart de miocardi agut el 26 de juliol de 1975.i va ser enterrada al cementiri de la ciutat. Tarussa és una petita ciutat a 102 km de Moscou que havia estat un lloc popular per a escriptors i artistes, inclosos els pares de Marina Tsvetàieva que hi havien tingut una torre. Durant l'era soviètica, molts membres de la intel·liguèntsia dissident s'havien establert a Tarussa, ja que tenien prohibit de viure a menys de 100 km de Moscou.
Va preparar edicions de les obres de la seva mare per a la seva publicació. Va ser la guardiana del seu arxiu, va deixar les seves memòries publicades a les revistes Literatúrnaia Arménia i Zvezdà. Va treballar molt en traduccions poètiques, principalment del francès (Victor Hugo, Charles Baudelaire, Paul Verlaine, Théophile Gautier, etc.) Va escriure poemes originals, publicats només als anys noranta.
El seu marit de fet ("el meu primer i darrer marit") fou Samuïl Davídovitx Gurévitx (conegut a la família com a Mulia; 1904-1951; fou executat a les repressions estalinistes), fou periodista, traductor i redactor en cap. de la revista Za Rubejom ('A l'estranger'). Efron no va tenir fills.